# 구쓰키 쓰나에다
쿠츠키 츠나에다(일본어: 朽木 綱条 くつき つなえだ[*])는 탄바국 후쿠치야마번 11대 번주이자, 후쿠치야마번 쿠츠키가 12대 당주이다. 휘는 綱條 (발음은 같음)이라고도 쓰기도 한다.

## 생애
교와 원년 (1801년) 10월 17일, 9대 번주 쿠츠키 토모츠나의 장남으로 태어났다. 분카 7년 (1810년) 6월 19일, 10대 번주 쿠츠키 츠나카타의 양자가 된다. 사토 잇사이에게 배우는 등, 일찍부터 총명했다고 한다. 분카 14년 (1817년) 4월 15일, 11대 쇼군 도쿠가와 이에나리를 배알한다. 같은 해 12월 16일, 종5위하 오키노카미에 서임된다. 분세이 3년 (1820년) 6월 6일, 츠나카타의 은거로 가독을 이었다.
분세이 6년 (1823년) 2월 2일, 오사카 카반을 명받는다. 분세이 11년 (1828년) 9월 1일, 소샤번에 취임한다. 요직을 역임하고 장차, 노중에까지 오를 재목으로 기대되었는데, 이것이 지출을 초래하고, 게다가 영 내에도 흉년이 잇따라 재정이 위태로워졌다고 한다. 덴포 7년 (1836년) 5월 28일, 36세의 나이로 양부인 츠나카타보다 일찍 사망했다. 가독은 양자인 츠나하루가 이었다.

## 가족 관계
- 아버지 : 쿠츠키 토모츠나 (1767년 ~ 1803년)
- 어머니 : 센쥬인 (千寿院) - 마츠다이라 나오츠구의 딸
- 양아버지 : 쿠츠키 츠나카타 (1787년 ~ 1838년)
- 정실 : 마츠다이라 테루노부의 딸
- 계실 : 호린인 (宝琳院) - 마츠다이라 사다노부의 양녀, 사나다 유키츠라의 딸
- 생모 불명의 자녀
  - 딸 : 마키노 야스토시의 계실
  - 딸 : 쿠사카베 스케히로의 아내
  - 딸 : 나카라이 히로쿠니의 아내
  - 딸 : 카즈 (雄) - 케이호인 (瓊芳院), 스와 타다마사의 정실
  - 딸 : 쿠츠키 츠나비의 정실
  - 딸 : 쿠츠키 츠나하루의 양녀 - 쿠츠키 히로츠나의 정실, 후에 타케베 마사요리의 계실
- 양자
  - 아들 : 쿠츠키 츠나하루 (1816년 ~ 1867년) - 혼다 야스츠구의 차남
  - 아들 : 쿠츠키 츠나노리 (1808년 ~ 1825년) - 쿠츠키 츠나카타의 차남
  - 딸 : 사야카 (健) - 쿠츠키 츠나하루의 정실

| 전임 쿠츠키 츠나카타 | 제11대 후쿠치야마번 번주 1821년 - 1836년 | 후임 쿠츠키 츠나하루 |